# خوشقدم خسرواف
خوشقدم خسرواف (تاجیکی: Хусравов Хушқадам Носирович؛ ۱ ژانویه ۱۹۹۳، روستای راخرو، ناحیه ونج، تاجیکستان) سامبوکار و جودوکار تاجیک است. او قهرمان جهان در سامبو (۲۰۱۸)  ، پنج بار قهرمان آسیا در سامبو (۲۰۱۰، ۲۰۱۱، ۲۰۱۲، ۲۰۱۳، ۲۰۱۴)، قهرمان چندگانه تاجیکستان در سامبو، جودو  و کشتی ملی و استاد شایسته ورزش در سامبو است.

## زندگینامه
خوشقدم خسرواف در ۱ ژانویه ۱۹۹۳ در ناحیه ونج متولد شد. وی از همان کودکی به ورزش‌هایی که پدرش مشغول است علاقه نشان داد. در سن ۶ سالگی، وی تحت هدایت پدر خود در مدرسه ورزشی ونج شروع به آموزش كرد. او فارغ التحصیل دانشکده تربیت جسمانی تاجیکستان می‌باشد.

## دستاوردهای ورزشی
- مسابقات جهانی SAMBO 2013. یونان -

قهرمان چندگانه تاجیکستان در کشتی سامبو، جودو و کشتی ملی.

## پیوندها به بیرون
- Хушкадам Хусравов در  JudoInside.com